# 追追漫画
追追漫画是一款iOS和Android的漫画应用，北京漫动科技有限公司所属。在主页，有不同的漫画专题，和不少用户发表想法。被揭發涉嫌侵权。